# Црква Свете великомученице Марине у Клисурици
Црква Свете великомученице Марине у Клисурици, насељеном месту на територији града Прокупља, припада Епархији нишкој Српске православне цркве. Градња цркве је започета 1990. године и посвећена је Светој великомученици Марини.
Градња цркве је започета на брежуљку изнад села на земљи коју је даривао један мештанин. Храм је сазидан, покривен, и омалтерисан, постављена су врата и прозори, а тренутно је у изградњи и иконостас. Црква је у фази завршних радова.